# Vändra
Vändra (em estoniano:  Vändra vald) é um município rural estoniano localizado na região de Pärnumaa.